# Transkei
Transkei – som betyder området på den anden side floden Kei – er en region i det østlige Sydafrika. Transkei afgrænses af floden Umtamvuna mod nord og floden Kei mod syd, mod øst af Det indiske Ocean og Drakensberg bjergkæden op mod Lesotho mod vest. Hovedbyen er Mthatha (staves også Umtata).
Under Apartheid-perioden (1959-1994) var Transkei ligeledes navnet på et såkaldt Bantustan.
31°S 29°Ø / 31°S 29°Ø